# Långnäbbad eremit
För Phaethornis malaris, se tjocknäbbad eremit.
Långnäbbad eremit (Phaethornis longirostris) är en fågel i familjen kolibrier Den förekommer i fuktiga låglänta skogar från södra Mexiko till norra Colombia, med en isolerad population i västra Ecuador och Peru som vissa urskiljer som egen art. Beståndet anses vara livskraftigt. 

## Utseende
Långnäbbad eremit är en spektakulär stor kolibri med strimmigt ansikte, en mycket lång och böjd näbb och rätt färglös fjäderdräkt i övrigt. I flykten syns långa vita förlängda centrala stjärtpennor.

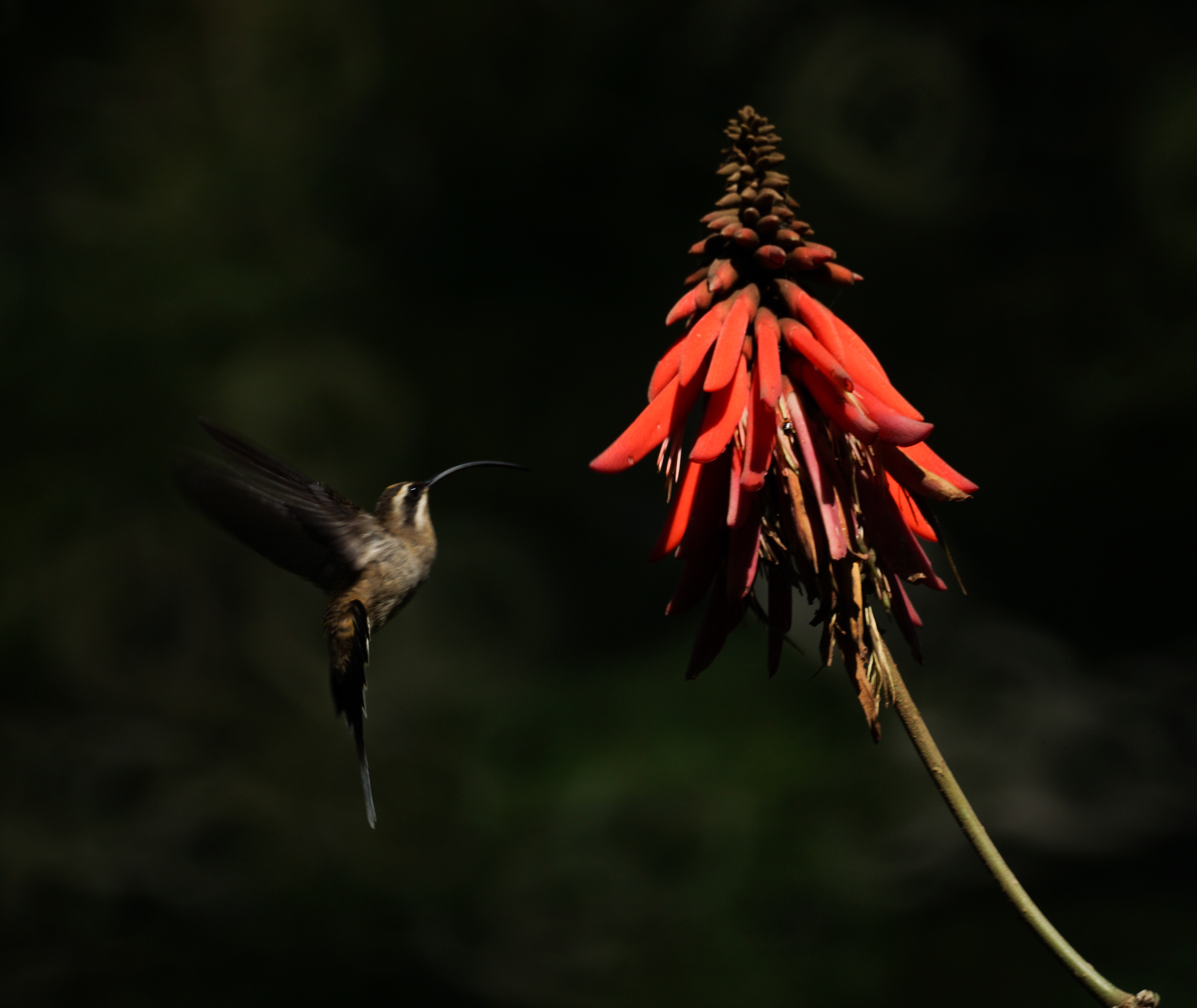

## Utbredning och systematik
Långstjärtad eremit förekommer från södra Mexiko genom Centralamerika till norra Colombia samt isolerat i västra Ecuador och nordvästra Peru. Den delas in i sex underarter med följande utbredning:
- longirostris-gruppen
  - Phaethornis longirostris longirostris – förekommer från södra Mexiko (norra Oaxaca och Chiapas) till Belize och norra Honduras
  - Phaethornis longirostris cephalus – förekommer från östra Honduras till nordvästra Colombia
  - Phaethornis longirostris sussurus — förekommer i Santa Marta-bergen (nordöstra Colombia)
- Phaethornis longirostris baroni – förekommer i västra Ecuador och nordvästra Peru

Birdlife International urskiljer baroni som egen art, "tumbeseremit" (officiellt svenskt namn saknas).
Tidigare behandlades mexikansk eremit (P. mexicanus) som en underart till långnäbbad eremit och vissa gör det fortfarande.

## Levnadssätt
Långnäbbad eremit hittas i fuktiga tropiska låglänta områden där den föredrar skuggig undervegetation i skog och skogsbryn, framför allt med tillgång på Heliconia-blommor. Hanen sitter och sjunger tröttlöst från sin sittplats i undervegetationen medan den samtidigt pumpar stjärten upp och ner. Under födosök ryttlar den kortvarigt med nästan vertikalt hållen stjärt. Olikt andra kolibrier försvarar inte eremiter stånd med blommor utan flyger kvickt mellan vida spridda exemplar.

## Status
IUCN behandlar underartsgrupperna (eller arterna) var för sig, båda som livskraftiga.